# Полномочие (право)
Полномо́чие — ограниченное право.
В других источниках указано, что полномо́чие — право, предоставленное кому-либо на совершение чего-либо, например, в гражданском праве, лицо, желающее заместить себя другим, даёт последнему поручение и полномочие совершить юридическую сделку от его имени, с тем чтобы все её последствия перешли непосредственно на дающего поручение. Дающий полномочие, веритель, доверитель — Аккредито́вщик (от лат. accredo — «доверять»).

## Типы полномочий
Линейные полномочия — это полномочия, которые передаются по наследству непосредственно от начальника к подчинённому. Линейные полномочия предоставляют руководителю узаконенную власть воздействия на подчинённых. Делегирование линейных полномочий создаёт иерархию уровней управления организацией. Рабочий должен знать свои права и свои полномочия.
Штабные полномочия — это полномочия, основанные на выполнении определённой функции.

## Штабной аппарат
- Конструктивный (консультирование линейного руководителя).
- Обслуживающий аппарат (маркетинг, кадровые службы, снабжение и сбыт и так далее).
- Личный аппарат линейного руководителя (секретарь, личный помощник).

## Делегирование
Делегирование как термин означает передачу задач и полномочий лицу, которое принимает на себя ответственность за их выполнение. Делегирование представляет собой средство, при помощи которого руководство распределяет среди сотрудников задачи, которые должны быть выполнены для достижения целей организации. Делегирование является одной из наиболее непонятых и неправильно применяемых концепций управления. Для эффективного осуществления делегирования необходимо понимать связанные с этим концепции ответственности и организационных полномочий.
Современное состояние реализации полномочий органами и должностными лицами местного самоуправления характеризуется слабым исполнением возложенных на них функций, что не позволяет сформировать устойчивую связь между правами и обязанностями, утверждающими принципы социального взаимодействия.